# Chất xơ

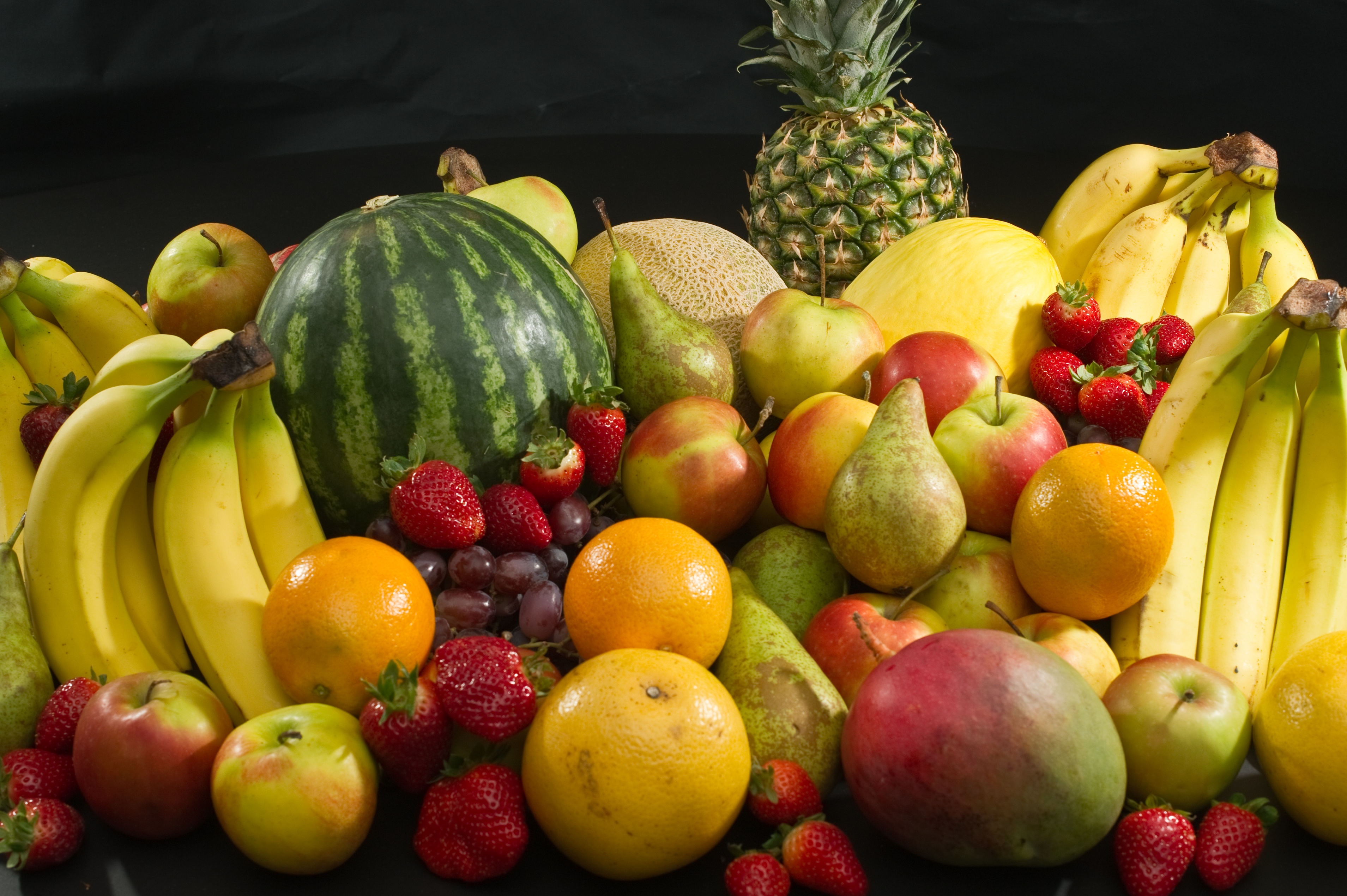
Các loại rau quả, trái cây sẽ giúp tăng cường chất xơ cho cơ thể

Chất xơ hay chất xơ thực phẩm hay thức ăn thô (roughage, ruffage), fiber trong tiếng Anh (Mỹ) hoặc fibre trong tiếng Anh (Anh), là phần khó tiêu hóa của thức ăn có nguồn gốc từ cây trồng ăn được, rau và nấm ăn được. Chất xơ gồm các phân tử cacbonhydrat (monosaccarit hoặc polisaccarit) và có hai thành phần chính:
- Chất xơ hòa tan trong nước. Nó dễ dàng lên men trong ruột kết vào khí và các sản phẩm phụ hoạt động sinh lý, và có thể là tiền sinh học (prebiotic) và/hoặc nhớt. Xơ hòa tan có xu hướng làm chậm sự di chuyển của thực phẩm qua hệ thống.
- Chất xơ không hòa tan trong nước. Nó có thể được trao đổi chất xơ và cung cấp trương nở (bulking) hoặc tiền sinh, chuyển hóa lên men trong ruột già. Sợi trương nở hấp thụ nước khi chúng di chuyển qua hệ tiêu hóa, làm dịu việc đại tiện.[1] Xơ không hòa tan lên men nhẹ thúc đẩy đi tiêu liên tục, mặc dù không đến mức sợi trương nở làm, nhưng chúng có thể dễ dàng lên men trong ruột kết thành khí và các sản phẩm phụ hoạt động sinh lý. Sợi không hòa tan có xu hướng đẩy nhanh sự di chuyển của thực phẩm qua hệ thống.

## Các loại và nguồn chất xơ
| Dinh dưỡng                                            | Phụ gia thực phẩm | Sự xuất hiện / Sự chuẩn bị                                                          |
| Các chất xơ không tan trong nước                      |                   |                                                                                     |
| β-glucans (một vài trong số đó là hòa tan trong nước) |                   |                                                                                     |
| Cellulose                                             | E 460             | các loại ngũ cốc, quả, rau (trong tất cả các thực vật nói chung)                    |
| Chitin                                                | —                 | trong nấm, bộ khung ngoài của côn trùng và động vật giáp xác                        |
| Hemicellulose                                         |                   | các loại ngũ cốc, các loại cám, gỗ, các loại đậu                                    |
| Hexose                                                | —                 | lúa mì, lúa mạch                                                                    |
| Pentose                                               | —                 | lúa mạch, yến mạch                                                                  |
| Lignin                                                | —                 | các loại hạt của quả, rau (các sợi của garden bean), các loại ngũ cốc.              |
| Xanthan                                               | E 415             | sản phẩm với Xanthomonas-vi khuẩn từ các chất nền đường (trong hộp kính thí nghiệm) |
| Các chất xơ tan trong nước                            |                   |                                                                                     |
| Fructans                                              |                   | thay thế hoặc bổ sung trong một số thực vật tỉ lệ tinh bột như lưu trữ carbohydrate |
| Inulin                                                | —                 | trong các thực vật khác nhau, vd: cúc vu, chicory, vv.                              |
| Polyuronide                                           |                   |                                                                                     |
| Pectin                                                | E 440             | trong vỏ quả (chủ yếu cùi trắng bưởi, các loại táo, mộc qua Kavkaz), rau            |
| Alginic acids (Alginates)                             | E 400–E 407       | trong tảo                                                                           |
| Natriumalginat                                        | E 401             |                                                                                     |
| Kaliumalginat                                         | E 402             |                                                                                     |
| Ammoniumalginat                                       | E 403             |                                                                                     |
| Calciumalginat                                        | E 404             |                                                                                     |
| Propylenglycolalginat (PGA)                           | E 405             |                                                                                     |
| agar                                                  | E 406             |                                                                                     |
| carrageen                                             | E 407             | tảo đỏ                                                                              |
| Raffinose                                             | —                 | các loại đậu                                                                        |
| Xylose                                                | —                 | monosacharide, pentose                                                              |
| Polydextrose                                          | E 1200            | synthetic polymer, ca. 1kcal/g                                                      |
| Lactulose                                             | —                 | synthetic disaccharide                                                              |

## Vai trò với sức khỏe

### Dinh dưỡng
Hầu hết thức ăn có nhiều chất xơ cũng rất tốt cho bạn vì nhiều lý do khác. Ví dụ, ăn trái cây, rau xanh và ngũ cốc, chúng giàu chất xơ nhưng cũng giàu vitamin và nhiều chất dinh dưỡng thiết yếu khác. Nói cách khác, nếu bạn dùng một bữa ăn giàu chất xơ, không chỉ bạn bảo vệ được sức khỏe của bạn bằng chất xơ ăn vào mà còn bởi vì bạn hấp thu được những chất dinh dưỡng cần thiết khác.

### Chốngtáo bón
Ở trong ruột, chất xơ không tan trương phồng và làm mềm phân, kích thích ruột tăng co bóp và chống lại táo bón rất tốt. Ăn nhiều chất xơ loại này rất cần uống đủ nước.

### Bớtviêm ruột
Sợi xơ không tan làm giảm áp lực trong ruột bằng cách kích thích nhu động ruột, làm cho thức ăn đi qua đường ruột nhanh hơn.

### Ngừaung thư
- Ung thư ruột già: Tăng lượng chất xơ khiến cho tốc độ thức ăn đi qua đường ruột nhanh hơn, do vậy làm giảm thời gian những chất độc (tác nhân gây ung thư) tiếp xúc với ruột và hòa loãng hay vô hiệu hóa tác nhân này, làm giảm độ acid của phân bã và thay đổi môi trường vi khuẩn trong ruột.
- Ung thư vú: Chất xơ không hòa tan trong nước làm giảm estrogen trong máu, do vậy chất xơ có thể giảm nguy cơ mắc bệnh ung thư vú.

### Trịbéo phì
Chế độ ăn giàu chất xơ có thể giúp kiểm soát một cách rõ rệt cân nặng của bản thân. Chất xơ trong cơ thể làm bạn no mà không cần thêm calo (calo của sợi không được hấp thu vào cơ thể) – điều này có thể giúp điều trị hoặc ngăn ngừa thừa cân, béo phì.

### Bệnh tim mạch
Nhiều nghiên cứu cho thấy rằng thực phẩm có nhiều chất xơ tan được có thể làm giảm cholesterol máu bằng cách làm axít mật đi qua đường tiêu hóa nhanh hơn do đó lấy đi bớt cholesterol máu. Người mắc bệnh tiểu đường cũng hay có biến chứng vữa xơ động mạch vì triglyceride lên cao. Chất xơ có thể làm giảm triglyceride và mỡ xấu LDL và làm tăng mỡ lành HDL từ đó giảm thiểu nguy cơ các bệnh tim mạch như Mỡ máu, Bệnh tim mạch vành, Xơ vữa động mạch

### Chữatiểu đường
Ăn nhiều chất xơ tan trong nước trong bữa ăn có tinh bột (ngũ cốc) giúp cho insulin hoạt động tốt hơn, làm thức ăn xuống ruột chậm hơn, ngăn cản không cho đường hấp thụ vào ruột và làm giảm đường trong máu tới 30% nên đường máu sau ăn không tăng nhanh (ổn định đường huyết). Điều đó cho phép bệnh nhân dùng ít thuốc chữa tiểu đường hơn. Người bị tiểu đường ăn nhiều chất xơ sẽ có khuynh hướng cần ít hơn insulin so với những người ăn ít chất xơ hơn.

## Nhu cầu hằng ngày
Các chuyên gia khuyến cáo ăn 25-30g chất xơ/ngày hay ăn 12g chất xơ cho 1.000 calo ăn vào. Hầu hết chúng ta chỉ ăn khoảng 10g chất xơ/ngày. Trẻ em ăn lượng chất xơ tùy theo tuổi, có thể tính một cách đơn giản theo công thức: tuổi + 5 = số g chất xơ cần ăn. Ví dụ trẻ 8 tuổi cần 8 + 5 = 13g chất xơ/ngày. Hầu hết các nhà dinh dưỡng học nói rằng tỉ lệ của chất xơ không tan được trên chất xơ tan được nên là 25% đến 75%, hoặc 3 phần chất xơ không tan trên một phần chất xơ tan được. Vì hầu hết thực phẩm chứa lượng chất xơ cao thường có cả hai loại, nên không cần thiết phải quá cẩn thận phân chia rạch ròi hai loại. Nên sử dụng chất xơ trong thiên nhiên hơn chất xơ chế biến, vì chất xơ trong thiên nhiên có hai loại tan trong nước và không tan trong nước. Lưu ý: Nếu thêm quá nhiều chất xơ và quá nhanh sẽ gặp một số biến chứng như táo bón, tiêu chảy, đầy sôi bụng. Những biểu hiện này không trầm trọng và sẽ qua đi trong thời gian ngắn. Nên uống nhiều nước vì chất xơ hút khá nhiều nước trong ruột.